# Brome (district électoral du Canada-Uni)
Pour les articles homonymes, voir Brome (homonymie).
Circonscription électorale provinciale du Canada
Brome (désigné Missisquoi-Est entre 1854 et 1857) est un district électoral de l'Assemblée législative de la province du Canada.

## Historique
Le district est créé par division du district de Missisquoi en 1854.

## Liste des députés
| Années | Années      | Député             | Affiliation  |
| ------ | ----------- | ------------------ | ------------ |
|        | 1854 - 1858 | James Moir Ferres  | Conservateur |
|        | 1858 - 1861 | James Moir Ferres  | Conservateur |
|        | 1861 - 1862 | Moses Sweet        |              |
|        | 1862 - 1863 | Christopher Dunkin | Conservateur |
|        | 1863 - 1867 | Christopher Dunkin | Conservateur |